# Bhiwani (Distrikt)
Der Distrikt Bhiwani (Hindi भिवानी जिला, Panjabi ਭਿਵਾਨੀ ਜ਼ਿਲ੍ਹਾ) ist ein Distrikt im nordwestindischen Bundesstaat Haryana und Teil der National Capital Region.

## Geographie und Klima

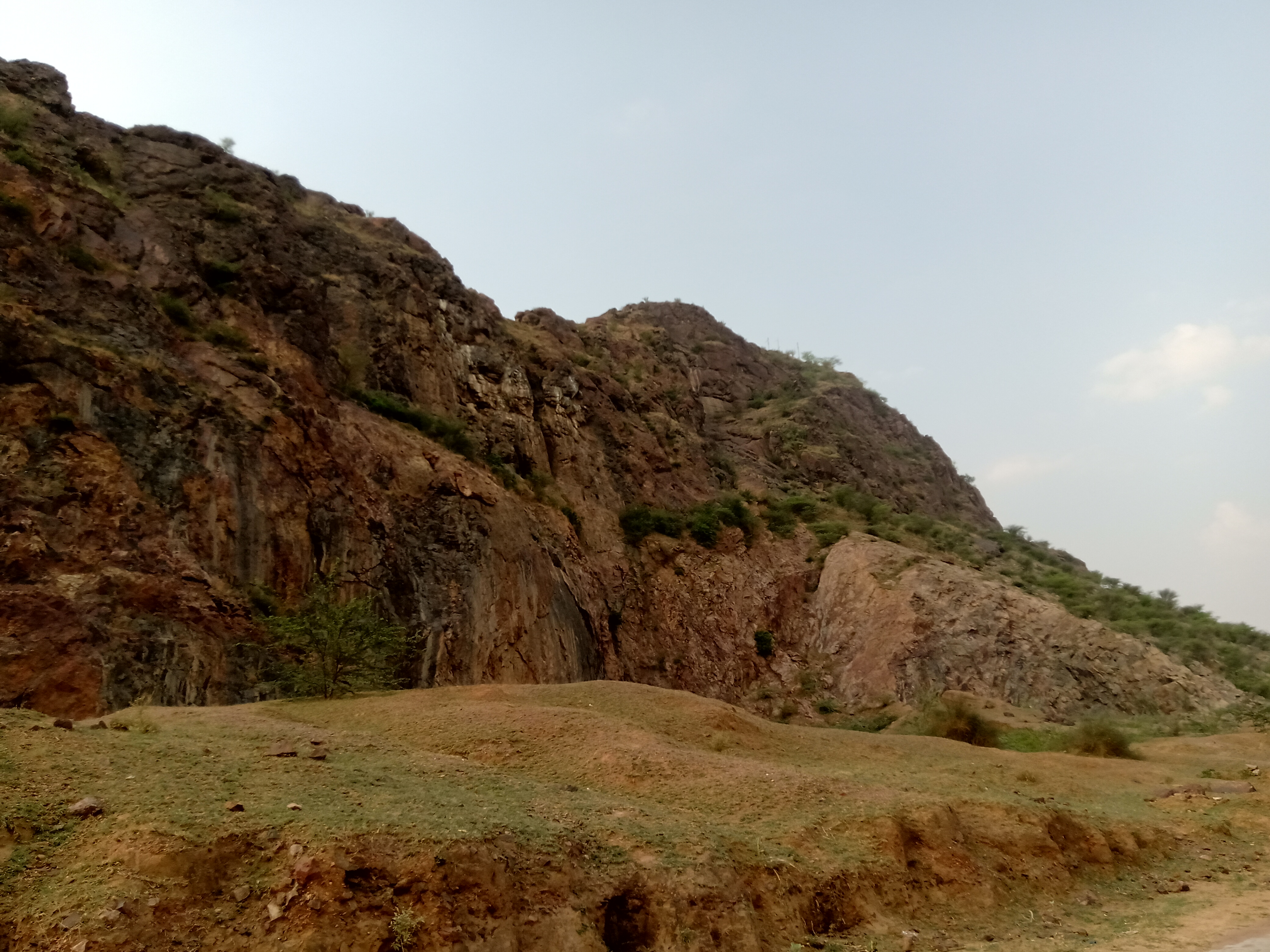
Tosham-Hügelkette im Distrikt Bhiwani, ein Ausläufer des Aravalligebirges

Der Distrikt liegt im Südwesten Haryanas und grenzt an den Bundesstaat Rajasthan (Distrikt Churu). Die angrenzenden Distrikte in Haryana sind Hisar im Norden, Rohtak im Osten, Charkhi Dadri im Südosten und in einem sehr kleinen Abschnitt Mahendragarh im Süden. Physiogeographisch besteht der Distrikt aus einer flachen Ebene, die stellenweise von Anhäufungen von Sanddünen, isolierten Hügeln und felsigen Bergrücken unterbrochen wird. Im Süden hat der Distrikt Anteil an den Ausläufern des Aravalligebirges. Es gibt keinen kontinuierlich Wasser führenden Fluss. Das Klima im Distrikt entspricht einem Steppenklima mit überwiegender Trockenheit, mit Ausnahme der Monsunzeit, die von der letzten Juniwoche bis Ende September dauert.

## Geschichte
Zusammen mit dem größten Teil des heutigen Haryana kam das Gebiet Bhiwanis im Zweiten Marathenkrieg unter die Herrschaft der Britischen Ostindien-Kompanie. Administrativ wurde es zunächst Teil des Distrikts Rohtak. Während des Indischen Aufstands von 1857 fanden hier, wie auch anderen Orten Haryanas heftige Kämpfe statt. Nach der Niederschlagung des Aufstandes wurde die Gegend von Charkhi Dadri dem Raja von Jind, der auf der Seite der Briten gestanden hatte, übertragen. Einen Aufstand von Jat-Bauern im Mai 1864 gegen seine Herrschaft schlug Raja Raghubir Singh blutig nieder. Nach der indischen Unabhängigkeit 1947 und der kurz darauf folgenden Bildung der Patiala and East Punjab States Union (PEPSU) am 5. Mai 1948 wurde die Region Dadri des Fürstenstaats Jind in den Distrikt Mahendragarh eingegliedert. Mit dem States Reorganisation Act 1956 kam PEPSU zum Bundesstaat Punjab. 1966 kam der Distrikt Mahendragarh zum neu gebildeten Bundesstaat Haryana. Am 22. Dezember 1972 wurde aus Teilen Mahendragarhs der Distrikt Bhiwani gegründet. In den Jahren 1981 bis 2001 gab  es kleine Grenzkorrekturen zu den Distrikten Rohtak, Mahendragarh und Hisar. Am 1. Dezember 2016 wurde aus Teilen Bhiwanis (den Tehsils Badhra, Charkhi Dadri und dem Sub-Tehsil Bond kalan) der neue Distrikt Chakri Dadri gebildet. Dadurch verringerte sich die Distriktfläche von 4778 auf 3432 km² und die Bevölkerung von 1.634.445 auf 1.132.169 Personen (bezogen auf das Zensusjahr 2011).

## Bevölkerung
Die veröffentlichten Daten zum Distrikt beziehen sich meist auf den Distrikt in seinen Grenzen beim Zensus 2011, vor der Abtrennung des Distrikts Chakri Dadri im Jahr 2016. Zuverlässige Daten zum Distrikt in seinen Grenzen ab 2016 sind nur spärlich zugänglich. Bhiwani in seinen Grenzen von 2016 hatte beim Zensus 2011 1.132.169 Einwohner. Das Geschlechterverhältnis war mit 884 Frauen auf 1000 Männer unausgewogen. Die Alphabetisierungsrate betrug 76,7 % und lag damit gering über dem Durchschnitt Haryanas (75,6 %). Angehörige der scheduled castes machten 251.736 (22,23 % der Bevölkerung) aus. 79,98 % der Distriktbevölkerung gaben Haryanvi und 18,12 % Hindi als ihre Muttersprache an.
Größte Stadt ist mit 196.057 Einwohnern die Distrikthauptstadt Bhiwani (2011).